# Escoude

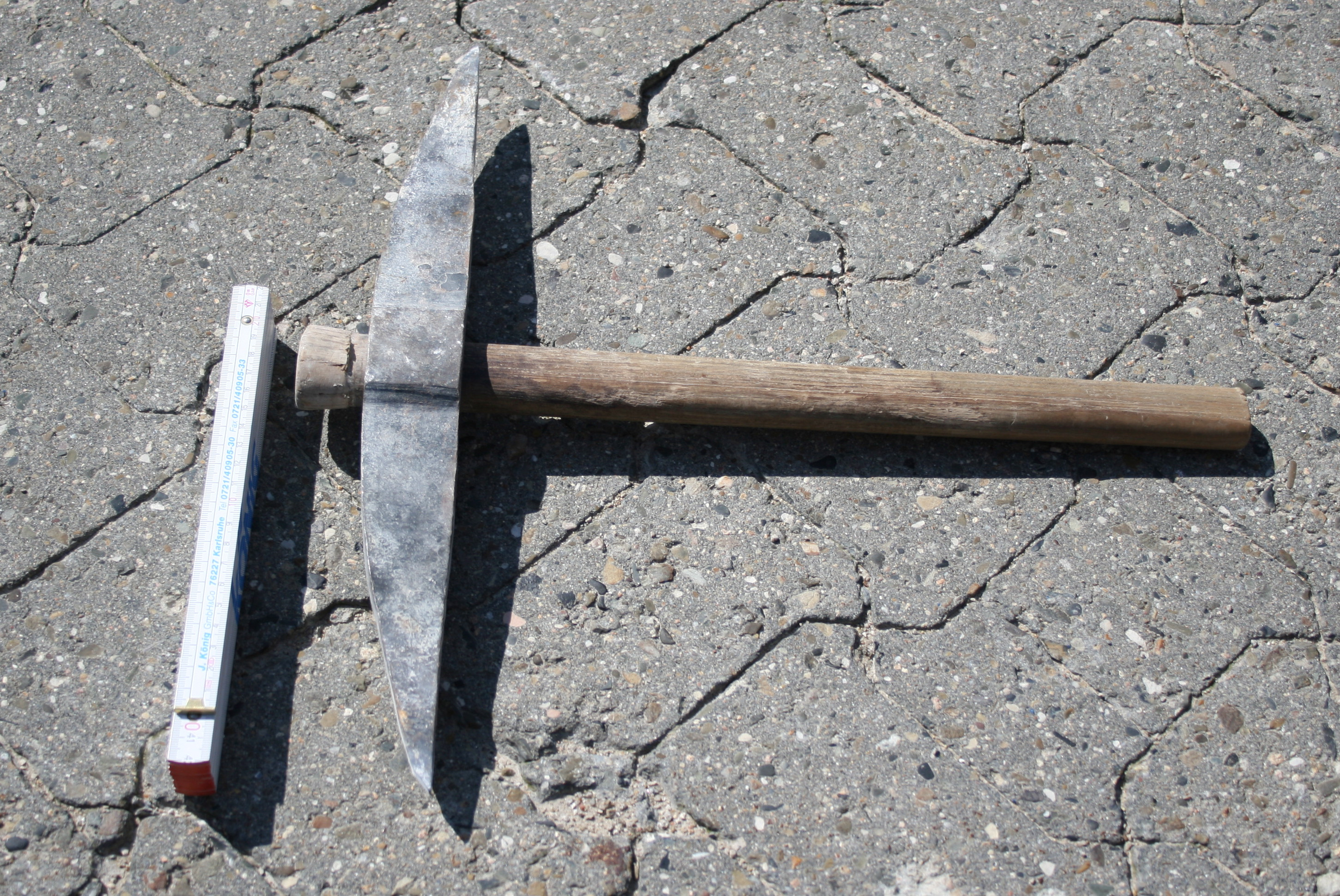
Une petite escoude.

L’escoude est un outil de carrier utilisé pour l’extraction manuelle des blocs de pierre tendre ou demi-ferme. Elle a la forme d’une pioche à long manche dont le fer se termine le plus souvent par un burin plat d’environ 2 cm de large, et d’une pointe ou d’une double dent.
En Suisse romande, cet outil est aussi appelé « tranche » ou « trancheuse ».

## Mode opératoire
En frappant avec l’escoude, le carrier fait une saignée dont la profondeur correspond à la hauteur d'assise de la pierre désirée. Il délimite ainsi le contour du bloc, puis détache celui-ci de la roche l’aide de coins introduits en dessous.
Des coins en bois sont introduits à sec, puis mouillés. Leur gonflement fait éclater la couche de pierre et libère le bloc.

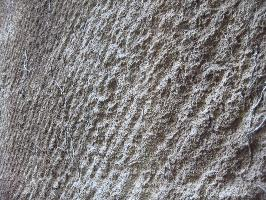
Traces laissées par une escoude dans une ancienne carrière.

Les marques laissées par la frappe des escoudes sur les fronts de taille sont caractéristiques dans les carrières anciennes où seule l'extraction manuelle a été pratiquée. On en voit de remarquables dans les carrières de Sussargues (France) et de Villarlod (Suisse).

## Historique
L'usage de l'escoude remonte à l’Antiquité. Elle a été utilisée dans certaines carrières, en absence de mécanisation, jusqu’au milieu du XXe siècle.

## Étymologie
Le terme escoude appartient à la langue vernaculaire des carriers. Il provient de l'occitan ou du castillan escoda, du latin excutĕre, briser avec des coups.